# Maryan Synakowski
Pour les articles homonymes, voir Maryan.
Maryan Synakowski, dit Maryan, est un footballeur français d'origine polonaise, né le 14 mars 1936 à Calonne-Ricouart (Pas-de-Calais) et mort le 25 janvier 2021 à Sedan. Joueur de taille moyenne (1,75 m pour 75 kg), il était milieu défensif ou défenseur, principalement à l'Union Athlétique Sedan-Torcy. Comptant 13 sélections en équipe de France. 

## Carrière de joueur
- 1953-1955 :  Olympique Saint-Quentin
- 1955-1963 :  Union Athlétique Sedan-Torcy
- 1963-1965 :  Stade français
- 1965-1967 :  Royale Union Saint-Gilloise
- 1967-1969 :  Stade de Reims
- 1969-1971 :  CS Sedan-Ardennes[2]

## Palmarès
- International A de 1961 à 1965 (13 sélections)
- Vainqueur de la Coupe de France 1961 avec l'Union Athlétique Sedan-Torcy
- Finaliste de la Coupe Charles Drago 1963 avec l'Union Athlétique Sedan-Torcy